# Йордан Христов (учен)
Вижте пояснителната страница за други личности с името Йордан Христов.
Йордан Янков Христов е български учен-химик, академик на БАН и преподавател в Химикотехнологичния и металургичен университет в София.
Член е на Българската академия на науките от 2001 г. и на Българската общност на химическите инженери от 1992 г. През 2004 г. получава национална награда за високи научни постижения.